# Emilio Espinosa jr.
Emilio Espinosa jr. (Cuyo, 23 december 1923) is een voormalig Filipijns politicus, guerrillaleider en advocaat.

## Biografie
Emilio Espinosa jr. werd geboren op 23 december 1923 in Cuyo in de Filipijnse provincie Palawan. Hij was de derde van vijf kinderen van afgevaardigde Emilio Espinosa sr. en Maria de la Rosa. Espinosa jr. voltooide een Bachelor of Arts-diploma literatuur aan de Ateneo de Manila University. Tijdens de Tweede Wereldoorlog onderbrak hij zijn studie en was hij actief als guerrillaleider. Na de oorlog behaalde hij in 1949 een bachelor-diploma rechten aan de University of the Philippines (UP). Tijdens zijn studententijd was hij van 1948 tot 1949 president van de studentenraad van de UP.
Espinosa was van 1952 tot 1956 lid van de provinciale raad van Masbate. In 1957 werd hij namens het kiesdistrict van Masbate gekozen in het Filipijns Huis van Afgevaardigden. Vier jaar later werd hij herkozen voor een nieuwe termijn van vier jaar. Van 1965 tot 1967 was hij minister van arbeid tijdens de eerste termijn van president Ferdinand Marcos. In 1967 deed Espinos jr. mee aan de verkiezingen voor de Filipijns Senaat. Hij behaalde echter niet voldoende stemmen voor een van de acht beschikbare zetels.
Van 1978 tot 1984 was Espinosa jr namens Region V lid van het Interim Batasang Pambansa. In 1995 nam Espinosa jr. het bij de gouverneursverkiezingen op tegen Antonio Kho. Espinosa jr. werd tot winnaar uitgeroepen. Zijn tegenstander tekende echter protest aan en werd uiteindelijk enkele maanden voor de verkiezingen van 1998 in het gelijk gesteld. Bij die verkiezingen van 1998 deed Espinosa jr. een gooi naar een zetel in het Filipijns Huis van Afgevaardigden. Het kiesdistrict van Masbate was inmiddels opgedeeld in twee districten. Namens het 2e kiesdistrict werd Espinosa jr. in het Huis gekozen. Bij de verkiezingen van 2001 en die van 2004 werd hij herkozen. In 2007 eindigde zijn zesde en laatste termijn in het Huis. 
Espinosa jr. trouwde met Maria Fe Meliton en kreeg met haar twee dochters. De familie van Espinosa jr. heeft jarenlang de lokale politiek beheerst. Zijn vader Emilio Espinosa sr., de patriarch van de clan was vier termijnen lang afgevaardigde van Masbate in het Huis. Zijn jongere broer Moises Espinosa was naast afgevaardigde van Masbate ook burgemeester, vicepresident en president van de provincie Masbate. Hij werd in 1989 vermoord op het nu naar hem vernoemde Moises R. Espinosa Airport van Masbate. Een andere broer Tito Espinosa was ook afgevaardigde en ook hij enkele jaren na zijn broer, in 1995, vermoord. Vida Espinosa, de vrouw van Tito Espinosa werd na de moord op haar man gekozen tot afgevaardigde van het 1e kiesdistrict van Masbate in 1995, 1998 en 2001. Moises Espinosa jr., de zoon van zijn broer Moises Espinosa was burgemeester van Masbate City. Ook hij werd in 2001 net als zijn vader door huurmoordenaars omgebracht. Mario Espinosa, een andere zoon van Moises Espinosa sr. was net als zijn oom Emilio ook afgevaardigde.